# 小行星6486
小行星6486（英語：6486）是一颗围绕太阳公转的小行星。1991年3月17日，埃莉諾·赫琳在帕洛马山发现了此天体。
这颗小行星的绝对星等为16.44179549484031等。